# Powiat de Nowe Miasto
Le powiat de Nowe Miasto Lubawskie (en polonais : powiat nowomiejski) est un powiat appartenant à la voïvodie de Varmie-Mazurie dans le nord-est de la Pologne.

## Division administrative
Le powiat comprend 5 communes :

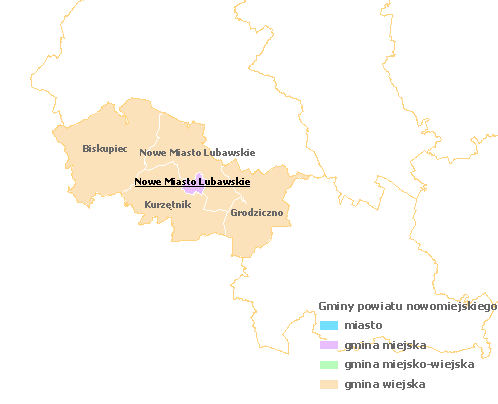
Carte du powiat (en polonais).

- 1 commune urbaine : Nowe Miasto Lubawskie ;
- 4 communes rurales : Biskupiec, Grodziczno, Kurzętnik et Nowe Miasto Lubawskie.